# Palaeoagraecia chyzeri
Palaeoagraecia chyzeri är en insektsart som först beskrevs av Bolívar, I. 1905.  Palaeoagraecia chyzeri ingår i släktet Palaeoagraecia och familjen vårtbitare. Inga underarter finns listade i Catalogue of Life.